# Anaphosia parallela
Anaphosia parallela är en fjärilsart som beskrevs av George Thomas Bethune-Baker 1911. Anaphosia parallela ingår i släktet Anaphosia och familjen björnspinnare. Inga underarter finns listade i Catalogue of Life.